# Chlorure d'osmium(II)
Le chlorure d'osmium(II) est un composé chimique de formule OsCl2. Il s'agit d'un solide brun foncé hygroscopique insoluble dans l'eau qui ne réagit pas avec l'acide chlorhydrique ni avec l'acide sulfurique,. Il peut être obtenu par dismutation du chlorure d'osmium(III) OsCl3 sous vide à 500 °C :
2 OsCl3 ⟶ OsCl4 + OsCl2.
Il peut être utilisé pour la production catalytique de trialkylamines (de).